# جون مارشال هاميلتون
جون مارشال هاميلتون (بالإنجليزية: John Marshall Hamilton)‏ (و. 1847 – 1905 م) هو محام، سياسي من الولايات المتحدة الأمريكية ولد في مقاطعة يونيون، أوهايو.

## التعليم
تعلم في جامعة أوهايو وسلين.